# Dobroszyce
Dobroszyce (deutsch Juliusburg) ist ein Dorf im Powiat Oleśnicki der Woiwodschaft Niederschlesien in Polen. Es ist Sitz der gleichnamigen Landgemeinde mit 6886 Einwohnern (Stand 31. Dezember 2020) und liegt rund fünf Kilometer nordwestlich der Kreisstadt Oleśnica (Oels). Von 1663 bis 1928 besaß Juliusburg das Stadtrecht.

## Geografie
Dobroszyce liegt im Nordosten Niederschlesiens, 25 Kilometer nordöstlich von Breslau. Nachbarorte sind Brzezinka (deutsch Briese) im Nordosten, Spalice (Spahlitz) im Südosten und Szczodre (Sybillenort) im Südwesten.
Der Wald des Juliusburger Forsts (v. a. Kiefern) nimmt mit 42 % einen Großteil und vor allem den Nordteil des Gemeindegebiets ein.

## Geschichte

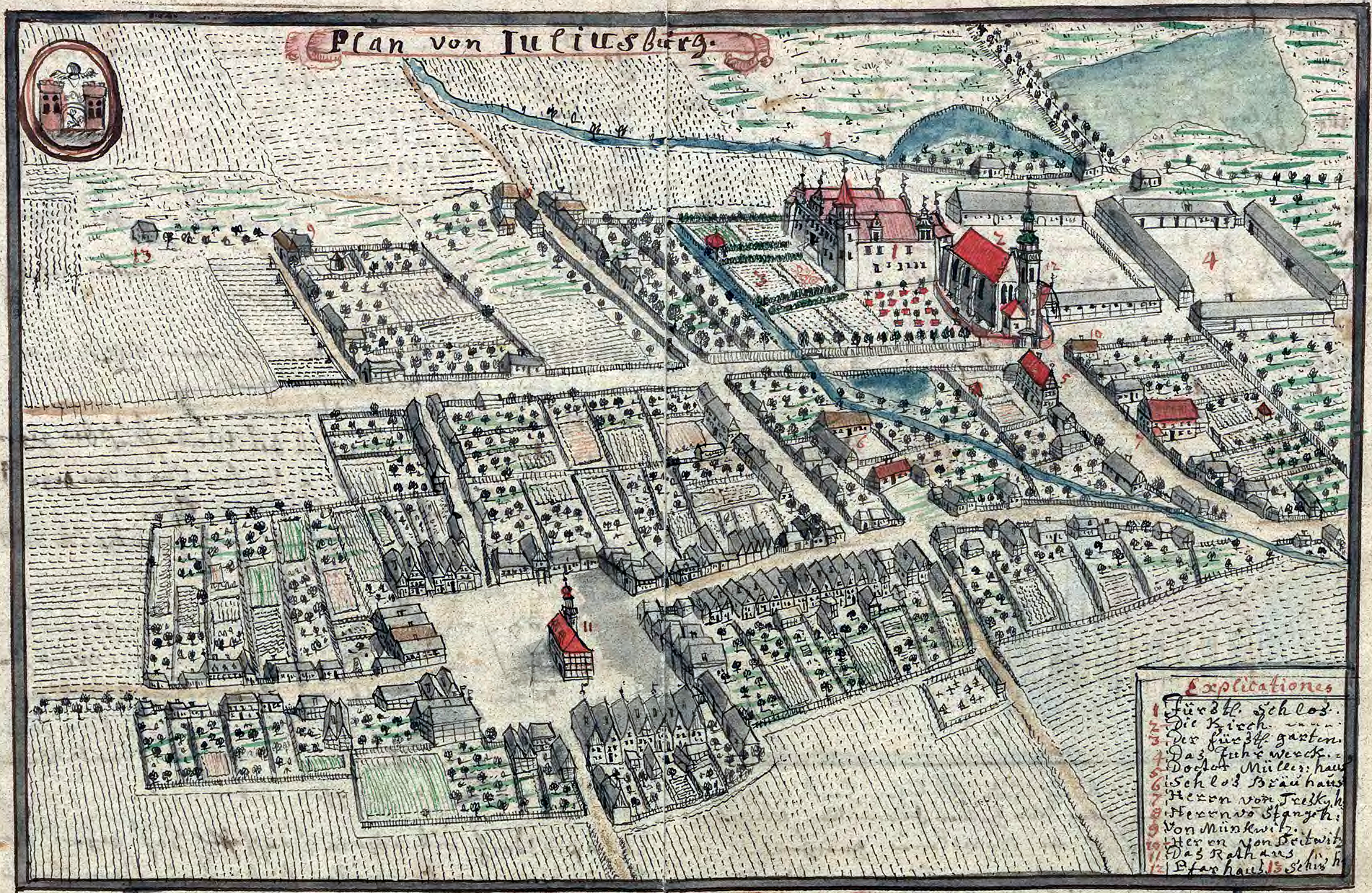
Die Stadt Juliusburg nach Friedrich Bernhard Werner; Zeichnung aus dem 18. Jahrhundert

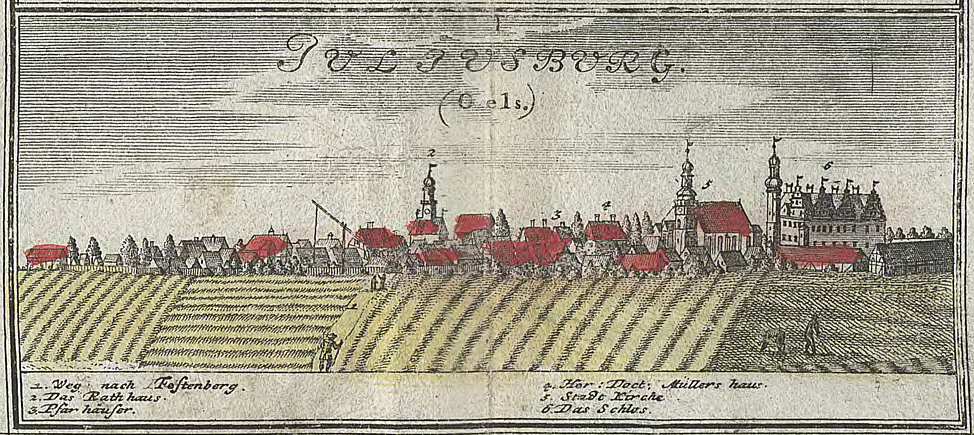
Stadtansicht von Juliusburg; 18. Jahrhundert

Die vormalige Stadt Juliusburg geht auf das Dorf Dreske (auch Treskin oder Dresky) zurück, dessen erstmalige urkundliche Erwähnung in das Jahr 1405 fällt. Dreske gehörte dem Herzogtum Oels, dass sich 1329 als ein Lehen der Krone Böhmen unterstellte, deren Landesherren ab 1526 die Habsburger waren. Im 17. Jahrhundert gehörte es denen von Heugel, die es 1647 dem Silvius I. Nimrod von Württemberg-Oels verkauften. Er erhob einen Teil des Dorfes Dreske am 10. Juli 1663 zur Stadt. 1673 überschrieb er den Trebnitzer Anteil, zu dem Dresky gehörte, seinem Sohn Julius Siegmund. Dieser bestimmte Dresky zu seinem Residenzort und gab 1675 der Stadt und dem Dorf den Namen Juliusburg sowie das Stadtwappen, das dem heutigen Gemeindewappen entspricht. Nachfolgend wurde auf städtischen Areal ein quadratischer Ring angelegt, auf dem 1693 ein Rathaus errichtet wurde. Die evangelische St.-Trinitatis-Kirche im Dorfteil wurde mit einer Mauer umgeben und – unter Beibehaltung des Chores – umgebaut. Im Gutsbezirk am Dorfrand entstand ein schlichtes Schloss mit einem Verbindungsgang zur Kirche. Nachdem im Jahre 1704 der Juliusburger (Trebnitzer) mit dem Bernstädter Anteil vereint worden waren und die Residenz in das Schloss Bernstadt verlegt worden war, verlor Juliusburg an Bedeutung.
Nach dem Ersten Schlesischen Krieg 1741/42 fiel Juliusburg mit dem größten Teil Schlesiens an Preußen. Es wurde dem Landkreis Oels eingegliedert und blieb bis 1792 im Besitz der Familie von Württemberg-Oels. Diesen folgten die Herzöge von Braunschweig als Besitzer, 1884 gelangte es an die Wettiner. Von wirtschaftlicher Bedeutung waren neben der Landwirtschaft vier Jahrmärkte sowie Leineweber, Tuchmacher und Schuhmacher. Seit 1874 gehörte die Stadtgemeinde Juliusburg zum Amtsbezirk Bogschütz. Nach dem Verlust des Stadtrechts 1928 bildete die Landgemeinde Juliusburg zusammen mit den Landgemeinden Neudorf b. Juliusburg und Neuhaus den Amtsbezirk Juliusburg.
1874 erhielt Juliusburg eine Eisenbahnverbindung mit Oels und Krotoschin in der Provinz Posen. Seit dem Anfang des 20. Jahrhunderts erlangte die Holzindustrie mit einem Holzverarbeitungswerk und einer Parkettfabrik wirtschaftliche Bedeutung. Von 1940 bis 1942 bestand in Juliusburg das Kriegsgefangenenlager der Wehrmacht Oflag VIII C.
Als Folge des Zweiten Weltkriegs fiel Juliusburg 1945 an Polen. Zunächst wurde es Julianów umbenannt, kurze Zeit später erhielt es seinen heutigen Namen Dobroszyce.

## Sehenswürdigkeiten
- Schloss Juliusburg wurde 1589–1602 für Andreas von Heugel als befestigter Hof errichtet und bald danach erheblich erweitert. 1675/76 wurde es als Residenz des Herzogs Julius Siegmund ausgebaut. Es ist ein zweistöckiger rechteckiger Bau, dessen Ecken von Erkern flankiert werden, wobei der südöstliche Erker zu einem Turm erhöht ist. Das Schloss geht auf eine Renaissance-Wehranlage mit Graben zurück, die von 1589 bis 1601 für Andreas von Hengel erbaut worden war.[1] Julius Siegmund von Württemberg-Oels ließ die bestehende Anlage 1675–1676 in ein repräsentatives Barockschloss umbauen. Eine große Umgestaltung erfuhr das Bauwerk 1853 unter anderem mit dem Abriss der Barockgiebel sowie nach 1945, als am Gebäude zur Nutzung als Schule weitere Zierelemente entfernt wurden. Nach zahlreichen Umbauten ist das heutige Aussehen des Schlosses sehr schlicht, Renaissance-Fensterrahmen und das barocke Portal erinnern noch an sein ursprüngliches Aussehen.
- Die Pfarrkirche St. Hedwig (polnisch kościół p.w. Św. Jadwigi) wurde 1894/95 nach Entwurf des Breslauer Diözesanbaumeisters Joseph Ebers im Stil der Neugotik errichtet. Zeitgleich entstand das sogenannte „Amalienstift“ mit einem reich dekorierten Keramikgiebeln, das als Waisenhaus und Erziehungsanstalt mit zwei Sonderschulen diente. Heute ist dort ein Schulungs- und Bildungszentrum untergebracht.

## Gemeinde
Zur Landgemeinde Dobroszyce gehören das Dorf selbst und 15 weitere Dörfer mit Schulzenämtern.

## Sport
Der Dąb Dobroszyce Football Club spielte mit Unterbrechungen vier Saisons lang (2005/2006, 2006/2007, 2007/2008 und 2012/2013) in der Bezirksklasse Wrocław. Größter Erfolg der Mannschaft war der 12. Platz (zweimal) im Bezirksklassenwettbewerb (Jahre: 2005/2006, 2006/2007). Es werden regelmäßig kommunale Fußballturniere für Straßenmannschaften sowie das Hallenfußballturnier der alten Herren abgehalten.

## Persönlichkeiten
- Karl von Württemberg-Bernstadt (1682–1745), Herzog von Württemberg-Bernstadt
- Karl Heinrich Lange (1703–1753), lutherischer Theologe, Pädagoge, Bibliothekar und Kirchenlieddichter
- Oskar Gerhard (1826–1895), Gymnasiallehrer
- Ludwig Scholz (1937–2005), Politiker (CSU), Oberbürgermeister der Stadt Nürnberg
- Rudolf Hermstein (* 1940), Übersetzer.

## Einwohnerentwicklung
Die Einwohnerzahlen von Dobroszyce nach dem jeweiligen Gebietsstand (die neueren Zahlen beziehen sich auf die ganze Landgemeinde):
| Jahr | Einwohner |
| ---- | --------- |
| 1885 | 827       |
| 1910 | 1659      |
| 1933 | 1901      |
| 1939 | 2072      |

| Jahr | Einwohner |
| ---- | --------- |
| 1961 | 1781      |
| 1995 | 5.874     |
| 2000 | 5787      |
| 2005 | 6053      |